# Elena Murariu
Elena Murariu (născută la 29 iunie 1963, Zvoriștea, județul Suceava, România) este unul dintre cei mai cunoscuți pictori muraliști și iconari români contemporani.
Artista vizuală este cunoscută și recunoscută pentru contribuțiile sale ca artist plastic și restaurator de pictură murală.

## Biografie
Elena Murariu s-a născut la 29 iunie 1963 în comuna Zvoriștea, județul Suceava. Începe studiile de arte plastice la vârsta de 10 ani, urmând Școala de Muzică și Arte Plastice din Botoșani. Își continuă studiile liceale,  tot în domeniul artistic, la liceul de arte plastice „Octav Băncila" din Iași. Studiile universitare le absolvă in anul 1987 la Institutul de arte plastice „Nicolae Grigorescu" din Bucuresti, secția artă monumentală - restaurare. Aici i-a avut ca profesori pe: Ion Stende, pentru disciplinele desen și culoare, și pe Dan Mohanu la restaurare. Înca din timpul facultatii se implică în lucrari de restaurare pe șantierele prosfesorilor săi. Își continuă pregătirea în domeniul restaurării, urmând în anul 1994 „Cursul de conservare pictură murală" MPC'94 - ICCROM la Roma.

Primele participări în expoziții de grup le-a avut cu lucrări de grafică, imediat ce a terminat facultatea. Dupa un deceniu în care se dedică aproape exclusiv restaurării, începând cu anul 2001, revine pe simeze prezentând constant în expoziții, personale sau de grup, lucrari de grafică si pictură influențate de lucrarile de artă bizantină pe care le restaurează, precum si icoane.

Cel mai important proiect artistic al Elenei Murariu este cel închinat Sfinților Martiri Brâncoveni, proiect prezentat în albumul „Constantin Brâncoveanu, Puterea Viziunii” și în filmul documentar „Puterea viziunii” realizat de Marilena Rotaru. 

## Expoziții personale
- 2019 „Jertfa tinerilor din decembrie 1989" (Facultatea de Teologie, București)[6][7][8]
- 2019 „Martirii" (Librăria Bizantină, București)
- 2019 „Brazii" (Liceul pedagogic ortodox „Anastasia Popescu”, București)[9][10][11][12]
- 2018 „Fiul risipitor - Cântările Triodului" (Muzeul Național al Satului „Dimitrie Gusti”, București)[13][14][15][16][17][18][19][20]
- 2017 „Fântână în ceruri" (Muzeul de istorie, Suceava)[21][22][23][24][25][26]
- 2017 „Împreună cu Avva Sisoe" (Librăria Sophia, București)[27]
- 2017 „Înălțarea șarpelui de aramă" (Librăria Bizantină, București)[28] [29] [30] [31] [32] [33]
- 2016 „Peste vârfuri..." (Liceul pedagogic ortodox „Anastasia Popescu”, București)[34][35]
- 2016 „Peste Carpați și Olimp" (Centrul de mozaic mediteraneean, Dion, Grecia)[36]
- 2014 „Bradul" (Muzeul Național al Satului „Dimitrie Gusti”, București)[37][38][39]Expozitia "Bradul" a Elenei Murariu

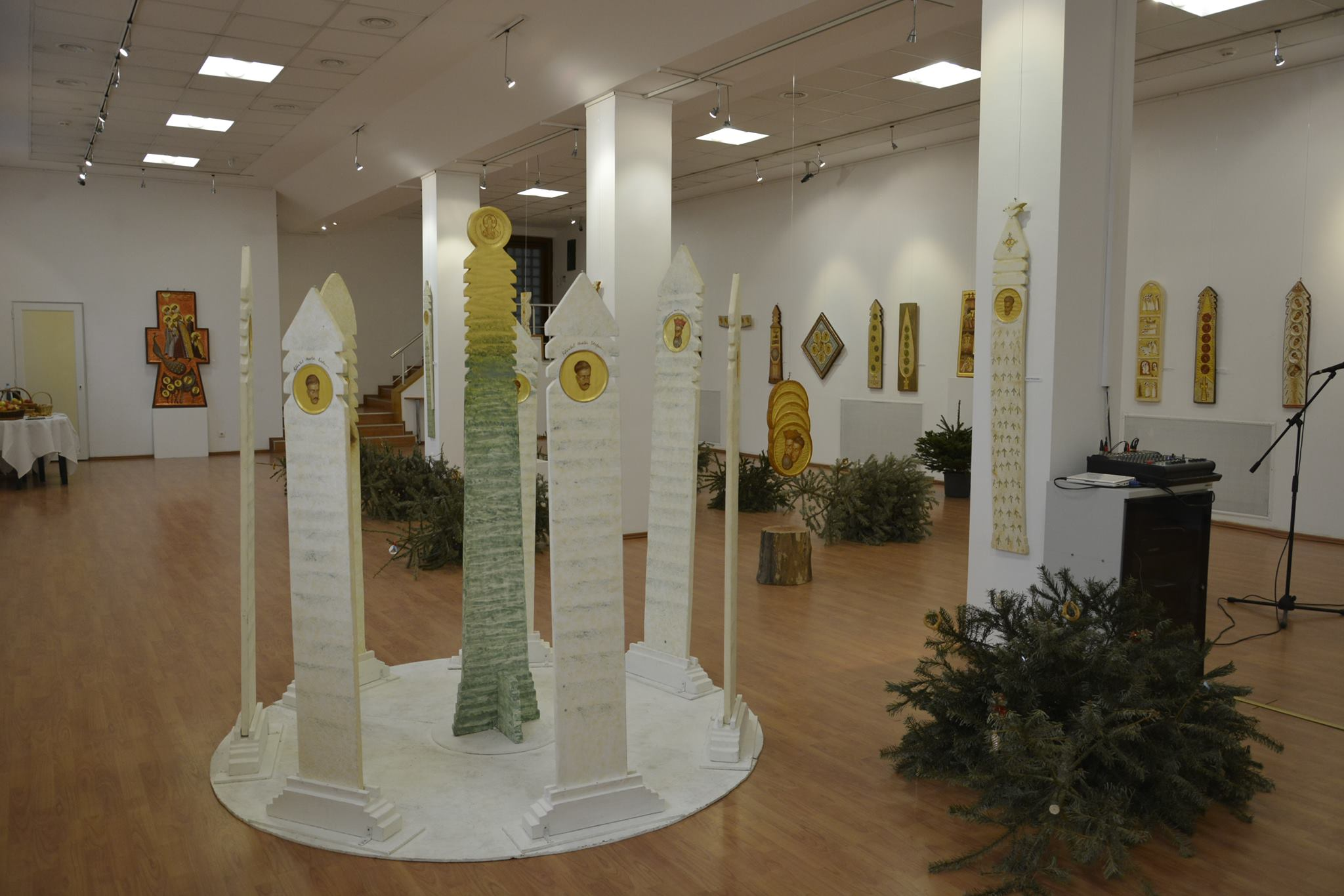
Expozitia "Bradul" a Elenei Murariu

- 2014 „Martyrium" (Biserica San Pau del Camp, Barcelona)[40] [41]Expozitia "Martyrium" a Elenei Murariu

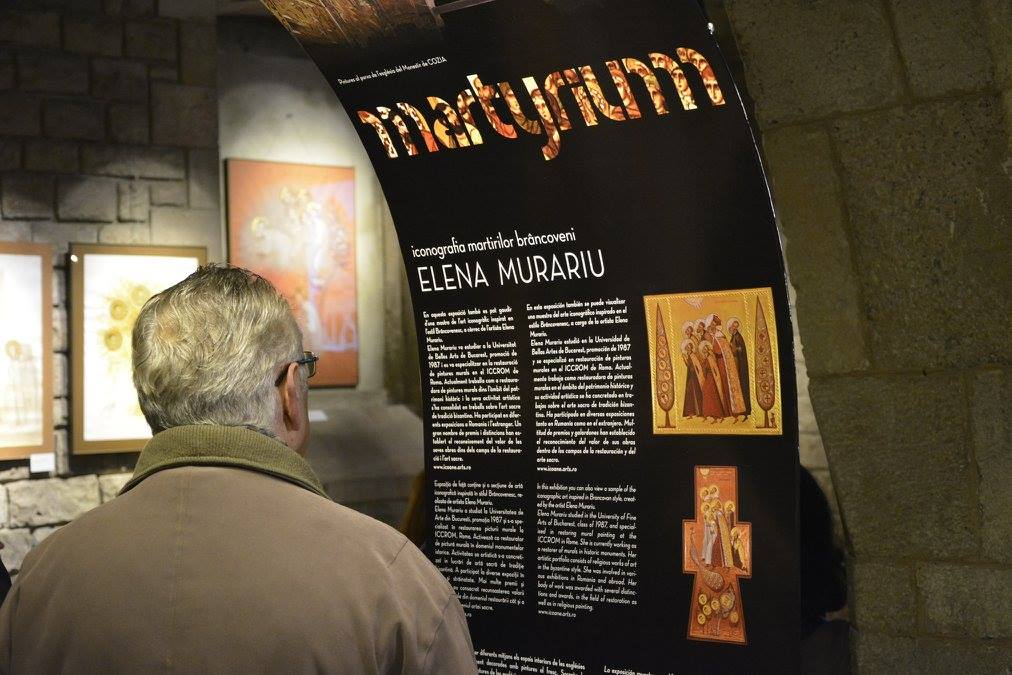
Expozitia "Martyrium" a Elenei Murariu

- 2014 „Mărgăritare brâncovenești" (Centrul Melina, Atena)[42]
- 2014 „Rădăcini Brâncovenești" (Institutul Cultural Român New York)[43][44][45] Una dintre lucrarile din vernisajul expozitiei :"Radacini Brancovenesti",  al Elenei Murariu

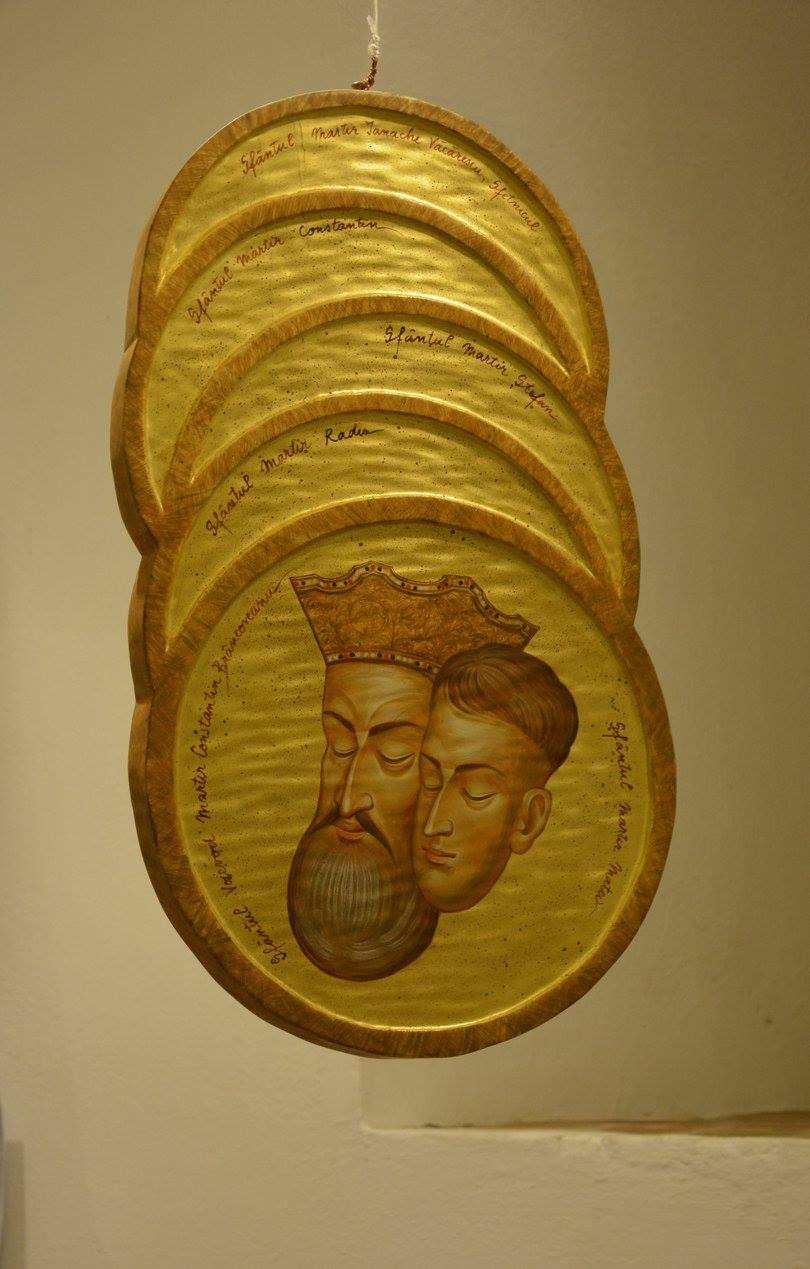
Una dintre lucrarile din vernisajul expozitiei :"Radacini Brancovenesti", al Elenei Murariu

- 2014 „Apa vie la Foișorul de Foc" (Foișorul de Foc, București)[46]
- 2014 „Puterea viziunii" (Ateneul Român, București)[47]
- 2014 „Rădăcini Brâncovenești" (Mănăstirea Hurezi)
- 2014 „Puterea viziunii" (Palatul Mogoșoaia, București)
- 2014 „Mărgăritare brâncovenești" (Muzeul Național al Satului „Dimitrie Gusti”, București)
- 2014 „Din dragoste pentru Frumos" - festival de artă, cultură și teologie, organizat de Mitropolia Ortodoxă Română a Europei Occidentale și Meridionale, (Paris)
- 2014 „Seara Sfinților Martiri Brâncoveni" (Faculatea de Teologie, București)
- 2013 „Rădăcini brâncovenești" (Muzeul Țăranului Român, București)
- 2010 „Ctitori și martiri" (Muzeul Național Cotroceni, București)
- 2009 „Cetățenii Raiului" (Institutul Cultural Român, Lisabona)
- 2008 „Cetățenii Raiului" (Galeria Silva, Bușteni)
- 2007 „Psalm și icoană" (Palatul Mogoșoaia, București)
- 2006 „Aripi de înger" (Ministerul Culturii și Patrimoniului Național, București)
- 2004 „Sfântul Ștefan cel Mare" (Galeria Galateea, București)
- 2003 „Icoana" (Palatul Mogoșoaia, București)
- 1990 „Grafică" (Muzeul Vasile Pârvan, Bârlad)

## Expoziții de grup - selecție
- 2018, Salonul Anual de Artă Plastică Religioasă și Restaurare (Muzeul Național al Satului „Dimitrie Gusti”, București)
- 2017, Anuala de Artă Religioasă și Restaurare (Muzeul Național al Satului „Dimitrie Gusti”, București)
- 2016, „Sarbatoarea Breslei” (Muzeul Național al Satului „Dimitrie Gusti”, București)
- 2015, „Pași spre lumină” (Galeriile Orizont, București)[48]
- 2015, Pictori de azi la Balcic (Elite Art Gallery, București)[49][50]
- 2015, Anuala de Artă Religioasă și Restaurare (Muzeul Național al Satului „Dimitrie Gusti”, București)[51]
- 2014, „Dincolo de timp și spațiu”, (Cripta bisericii Saint Sulpice, Paris)[52]
- 2014, “Sfinții Brâncoveni - icoana nouă” (Muzeul Național Cotroceni, București)
- 2014 „Artă sacră – creație și restaurare" (Biblioteca Națională a României, București)
- 2012 „Icoana bizantină, tradiție și modernitate" (Palatul Mogoșoaia, București)[53]
- 2012 „Mărci ale artei religioase românești: arta în expresie canonică și personală" (Biblioteca Națională a României, București)
- 2012 „Semnele veșniciei" (Muzeul Etnografic al Transilvaniei, Cluj-Napoca)
- 2011 „Sacrul în artă" (Galeria Căminul artei, București)
- 2011 „Noi zidim istoria arhitecturii" (Palatul Culturii, Ploiești)
- 2011 „Un deceniu de explorări în arta românească" (Palatul Mogoșoaia, București)
- 2010 „Sacrul în artă" (Galeria Orizont, București)
- 2010 „Salonul de artă creștină" (Centrul Cultural „Ionel Perlea”, Slobozia)
- 2009 „Stiluri, simboluri, tehnici" (Institutul Italian de Cultură, București)
- 2009 „Artă creștină românească" (Institutul Cultural Român, Praga)
- 2009 „Respirații creștine" (Galeria Veroniki art, București)
- 2008 „Artă și spiritualitate românească" (Biserica ortodoxă română, Paris)
- 2008 „Icoana în Săptămâna Luminată" (Galeria Artis, București)
- 2008 „Zilele icoanei bizantine" (Facultatea de Teologie, București)
- 2007 „Sacrul în artă" (Galeria Apollo, București)
- 2007 „Icoana în Săptămina Luminată" (Galeria Apollo, București)
- 2006 „Credință și artă" (Institutul Cultural Român, Veneția)
- 2006 „Artă și spiritualitate românească" (Galeria internațională de artă, Sankt Petersburg)
- 2006 „Credință și artă" (Chiesa degli Artisti, Roma)
- 2006 „Tradiție și modernitate" (Muzeul de artă, Craiova)
- 2006 „Artă și spiritualitate românească" (Marea Lavră, Kiev)
- 2005 „Sacrul în artă" (Galeria Artis, București)
- 2005 „Artă și spiritualitate românească" (Muzeul național de etnografie, Belgrad)
- 2005 „Sacrul în artă" (Muzeul de artă, Craiova)
- 2004 „O lume sub semnul Crucii" (Galeria Simeza, București)
- 2003 „Ruga lemnului tăiat II" (Galeria hotel Mariott, București)
- 2003 „Nașterea icoanei - icoana Nașterii" (Palatul Mogoșoaia, București)
- 2002 „Ruga lemnului tăiat I" (Galeria Bancorex, București)
- 2001 „Bienala Uniunii Artiștilor Plastici" (Galeria Romexpo, București)
- 2001 „Artă sacră, restaurare și creație" (Galeria Apollo, București)
- 1990 „Expoziția bursierilor UAP" (Galeria Simeza, București)

## Restaurare de pictură murală
Mănăstirea Gura Motrului – secolul al XVIII-lea

Halmyris – secolul al IV-lea

Viorești-Slătioara – secolul al XVIII-lea

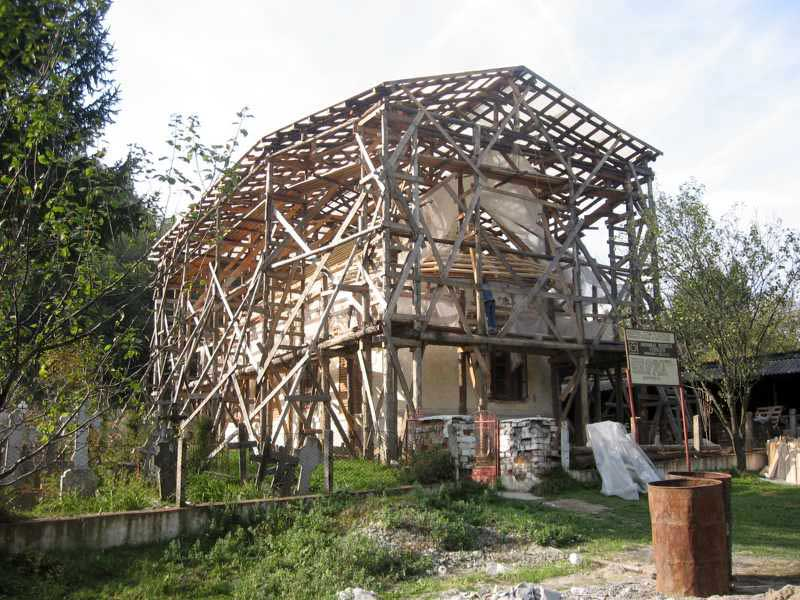
Biserica din Viorești-Slătioara(secolul al XVIII-lea) in timpul restaurarii

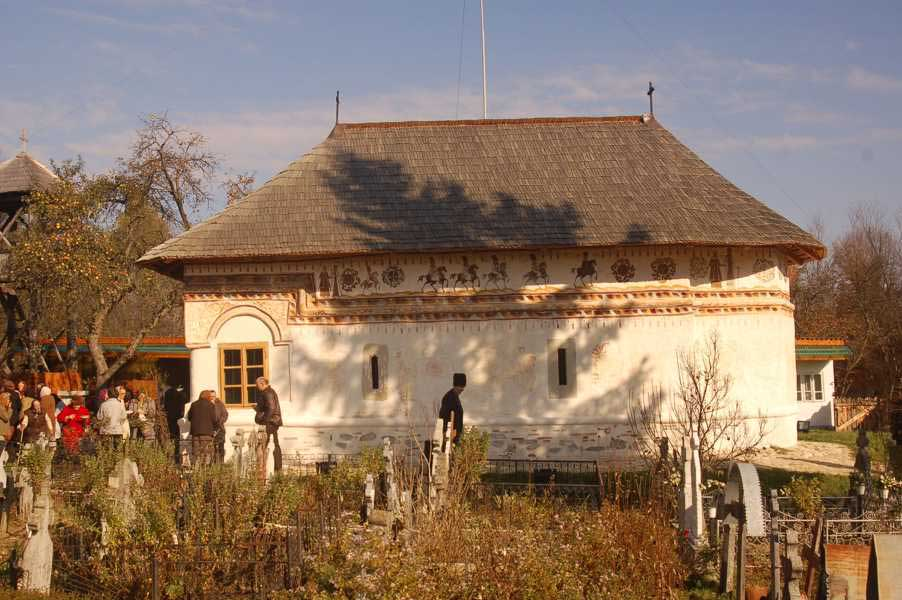
Biserica din Viorești-Slătioara(secolul al XVIII-lea) dupa restaurare

Biserica Fundenii Doamnei – secolul al XVII-lea

Biserica Hălmagiu – secolele XIII-XV

Mănăstirea Topolnița – secolul al XVII-lea

Mănăstirea Dintr-un Lemn – secolele XVII-XIX

Mănăstirea Bistrița – secolul al XVI-lea

## Premii și distincții
- 2014 Diploma și medalia “Sfinții Martiri Brâncoveni” acordată de Preafericitul Părinte Daniel, Patriarhul Bisericii Ortodoxe Române, august 2014
- 2010 Medalia „Sfântul Ierarh Martir Antim Ivireanul” acordată de Arhiepiscopia Râmnicului pentru contribuția adusă la restaurarea bisericii „Intrarea Maicii Domnului în Biserică”, Viorești, Slătioara, jud. Vâlcea, august 2010
- 2010 Diploma de excelență acordată de Institutul Național al Patrimoniului pentru lucrările de restaurare ale picturii murale de la biserica „Intrarea Maicii Domnului în Biserică”, Viorești, Slătioara, jud. Vâlcea
- 2008 Premiul Ministerului Culturii și Cultelor pentru restaurarea monumentelor istorice – martie 2008
- 2006 Premiul UAP pentru Arta Sacră 2005, septembrie 2006
- 2004 Premiul UAP pentru Arta Sacră 2003, septembrie 2004
- 2001 „Best poster award”, XVII CIPA Symposium, Potsdam, Germania
- 2001 „Ruga lemnului tăiat”, Galeria Bancorex, icoana – Marele premiu
- 1989 „Bursa tinerilor absolvenți” acordată de UAP pentru lucrări de grafică

## Aprecieri și referințe
- "Pictor, restaurator remarcabil și iconar recunoscut pentru originalitatea ideatică și finețea execuției, Elena Murariu este un artist complex și prolific dublat de un creștin practicant dăruit cu o frumoasă familie care, fapt rar, îi și împărtășește preocupările profesionale și intelectuale. De aceea, într-un fel, ceea ce admirăm în această expoziție închinată Sfinților martiri Brâncoveni, la tricentenarul pătimirii lor, este rodul unei lungi, răbdătoare și discrete împreună lucrări și creșteri duhovnicești, desăvârșită prin mâna Elenei Murariu.(...)" - text prezentat cu prilejul vernisajului expoziției “Puterea viziunii”, Doina Mândru, 16 august 2014[54]

" Puțini, poate, dar osârduitori. N-aș putea începe altfel o cronică dedicată creației Elenei Murariu, pictor resaturator de frescă și artist plastic al României contemporane. Personalitate puternică, în ciuda unei aparențe de fragilitate, în răspărul unui deja înrădăcinat fel de a te comporta ca artist într-o cultură devastată de teribilism și impostură, Elena Murariu își urmează fără șovăire drumul și menirea. Restauratoare a frescei unor importante monumente ecleziale dar și plasticiană cu o creație personală deja intrată în conștiința publicului, artista nu trăiește însă nici un fel de dedublare, ci mai curând reușește să-și pună în armonie și conlucrare cele două tipuri de preocupări.(...)" Luiza Barcan, 2014 despre „Mărgăritarele Brâncovenești“ ale Elenei Murariu.
(...)" De o simplitate aproape dezarmantă, dublată de o fermitate izvorâtă din sentimentul convingerii alegerii firescului și al nezdruncinatei hotărâri, Elena Murariu își dăruiește întregul farmec personal operei: aceasta este jertfa și asceza sa. Nici urmă de narcisism sau părere de sine în femeia delicată, dar totuși robustă din spatele atelierului, înconjurată de lucrări care mai de care mai prețioase, ca de propriii copii. Elena Murariu are conștiința că rodirea acestor copii nu este un merit, ci un dar de Sus și o datorie, care o înnobilează și o face să renască în virtuozitate și duh mereu și mereu, cum foarte puțini dintre artiștii noștri (inclusiv dintre cei religioși) o fac: acesta este secretul artei sale poetice." - Elena Dulgheru, 2014 despre „Mărgăritarele Brâncovenești“ ale Elenei Murariu.
- (...) " Stau să mă întreb, și cu asta închei, ce va înțelege un neortodox din ceea ce ne prezintă doamna Murariu. Va înțelege că este multă eleganță, că există mult rafinament în ceea ce realizează artista pornind de la izvoarele brâncovenești. Doamna Murariu trebuie să persevereze în această direcție și sper că ierarhii bisericii care fac parte dintr-o generație nouă și foarte „open-minded” vor aplauda această viziune care nu este creată de zugravii epocii brâncovenești ci este creată de un zugrav contemporan, cu o viziune modernă.(...) Constantin Brâncoveanu a fost un asemenea ideal și, cu modestia zugravului și cu un gust desăvârșit, Elena Murariu îi slujește amintirea și îi mulțumesc pentru asta. - Cuvânt rostit cu prilejul deschiderii Expoziției ”Rădăcini brâncovenești” la Muzeul Țăranului Român, Academician Răzvan Theodorescu, 27 iunie 2013.[57]

(...)" Dincolo de inovația iconografică și de relativa libertate cromatică, avem de-a face cu o măiestrie absolută în ceea ce privește execuția. Bună cunoscătoare a picturii paleologe, bunăoară a modeleurilor lichide, Elena Murariu s-a raportat la pictura din Bolnița Bistriței, poate cea mai originală mostră de pictură murală de pe teritoriul actual al României, evitând influențele directe ale canonului bizantin de reprezentare. (...) Altfel spus, Elena Murariu se situează în acea zonă de grație care este 100% artistică și în același timp 100% liturgică.(...)" - articol realizat de Mihai Plămădeală cu ocazia deschiderii vernisajului expoziției "Bradul". 
" Primul lucru pe care mi-l poate oferi o icoană adevărată este acela că, de îndată ce am dat cu ochii de ea, să simt nevoia să mă descopăr.
Aceasta înseamnă transparența: chipul din icoană adeverește prezența persoanei care se află în spatele lui.
De aici, comunicarea: icoana îmi vorbește și, în același timp, mă ascultă, într-o voroavă fără cuvinte, ca o cale deschisă spre comuniune.
Așa mi se par icoanele zugrăvite de Elena Murariu. (...)" - "Sfințenia gândului", Înalt Prea Sfințitul Bartolomeu Anania, Arhiepiscopul Vadului, Feleacului și Clujului,septembrie 2002. 
"Inspirată de Cuvântul întru lauda tuturor mucenicilor închinat lor de Ioan Gură de Aur, voiesc să închei acest cuvânt cu speranța că imaginile mucenicilor Brâncoveni se vor imprima bine în mintea noastră, după cum spune Hrisostomul, ca o ”zugrăveală multicoloră” ziditoare a cugetelor. Acesta este de altfel și spiritul în care icoanele Elenei Murariu au fost zugrăvite, spre cinstirea și amintirea mucenicilor martiri Brâncoveni. Testul de provocare cu care acest text începe se dovedește a fi o revelație: pe cât de noi, icoanele Elenei Murariu trimit la modele și paradigme foarte vechi.(...)", Viziuni Brâncovene capitale, dansul mucenicilor din volumul Constantin Brâncoveanu, puterea viziunii (capitolul Epilog), Nicoletta Isar, 14 septembrie 2012. 

## Interviuri
- "Icoană nouă, Brâncovenilor - după 300 de ani ", Mihaela Helmis, Radio România Actualități, aprilie 2014. Elena Murariu in prezentarea vernisajului expozitiei "Bradul"

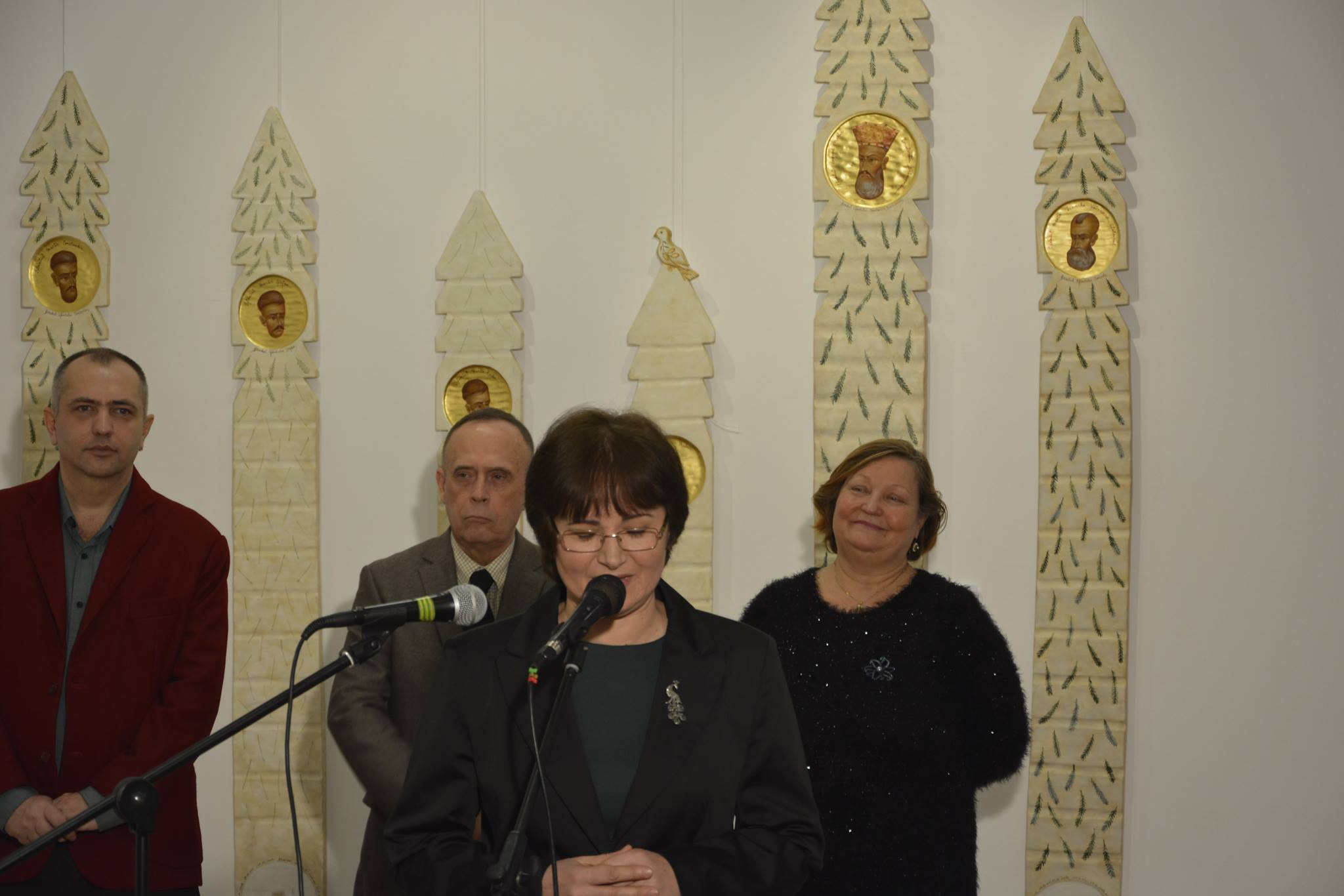
Elena Murariu in prezentarea vernisajului expozitiei "Bradul"

- "Mă bucur că Dumnezeu a pus pe umerii mei crucea Brâncovenilor", Cristian Curte, Iconarul cu aripi, Formula AS.
- Elena Murariu: Brâncoveanu, Mircea Stanciu, Familia ortodoxă, august 2014.
- „Sfinții Brâncoveni m-au transformat din artist laic în iconar“, Dumitru Manolache Ziarul Lumina, 2 aprilie 2014.
- „Icoanele Brâncovenilor, o caligrafie spirituală despre Dumnezeu“ Arhivat în 24 septembrie 2015, la Wayback Machine., Dumitru Manolache, Ziarul Lumina, 16 august 2010.
- „Interviu cu Elena Murariu – iconar, pictor restaurator“ Arhivat în 24 septembrie 2015, la Wayback Machine., Roxana Păsculescu, audio 2008.\
- „Interviu cu Elena Murariu – iconar, pictor restaurator“ Arhivat în 24 septembrie 2015, la Wayback Machine., Liliana Chiaburu, Vestitorul Ortodoxiei, 15 martie 2004.
- „Interviu cu pictorița ELENA MURARIU, unul dintre cei mai importanți artiști plastici contemporani“ Arhivat în 24 septembrie 2015, la Wayback Machine., Dumitru Manolache, OBSERVATORUL de Canada, 11 august 2004.

## Albume ale Elenei Murariu
- Albumul RĂDĂCINI BRÂNCOVENEȘTI
- Albumul CONSTANTIN BRÂNCOVEANU, PUTEREA VIZIUNII
- Albumul MARTIRII (2019), 80 pag. https://www.librariabizantina.ro/Martirii-Elena-Murariu

## Lucrări de Elena Murariu - selecție
- http://www.icoane.arts.ro/galerii.html Arhivat în 24 septembrie 2015, la Wayback Machine.
- http://www.rom.constantinbrancoveanu.ro/galerii.html Arhivat în 24 septembrie 2015, la Wayback Machine.